# Cagliari Calcio 2023-2024
Questa voce raccoglie le informazioni riguardanti il Cagliari Calcio nelle competizioni ufficiali della stagione 2023-2024.

## Stagione
Ottenuto l'immediato ritorno in massima serie, viene confermato alla guida l'autore della promozione Claudio Ranieri, al suo ritorno in Serie A con il Cagliari dopo 33 stagioni.
Dopo una stagione di pausa, i sardi ritornano a svolgere il ritiro precampionato in Italia settentrionale: dopo i primi 11 giorni al Centro Sportivo di Assemini, nei pressi di Cagliari (ribatezzato a fine ottobre CRAI Sport Center) il gruppo squadra prosegue per altri 12 giorni in Valle d'Aosta, tra Châtillon e Saint-Vincent.
L'inizio in campionato non è dei migliori, tanto da raccogliere tre punti nelle prime nove giornate (pari contro Torino, Udinese e Salernitana), finendo al fanalino di coda. Alla decima, Claudio Ranieri riesce clamorosamente a battere in rimonta il ben partito Frosinone (4-3), cui fa seguito l'affermazione interna sul Genoa, l'altra neopromossa. Alla quindicesima viene un'altra rimonta al cardiopalma sul Sassuolo. Nonostante le sconfitte di Napoli e Verona, i rossoblu fanno due punti contro Empoli e Lecce, chiudendo per un soffio il girone d'andata in diciassettesima posizione.
Anche il ritorno parte con il piede sbagliato, segnato inoltre dalla scomparsa di Gigi Riva. I sardi tornano alla vittoria alla 27ª giornata imponendosi ad Empoli, cui fa seguito l'affermazione interna sulla Salernitana ultima in classifica. Il 7 aprile umiliano clamorosamente l'Atalanta e inchiodano Inter e Juventus, sfiorando la vittoria con entrambe. Nonostante la goleada (5-1) incassata in casa Milan, i passi falsi di alcune inseguitrici tengono la squadra al centro della parte destra della classifica. Il 19 maggio, il Casteddu di Ranieri, seguito da una bolgia di tifosi, invade ed espugna il Mapei (0-2), conquistando la salvezza alla penultima giornata e condannando il Sassuolo alla retrocessione in cadetteria dopo 11 anni, ai quali risulta fatale la vittoria del Frosinone. Il 21 maggio, Ranieri annuncia il ritiro dalla carriera di allenatore; disputa la sua ultima partita due giorni dopo, venendo sconfitto in casa dalla Fiorentina (2-3) in corsa per l'Europa.
In Coppa Italia, i sardi eliminano il Palermo e l'Udinese, in entrambi i casi ai supplementari (con tanto di "golden goal" al Friuli). Agli ottavi cedono il turno al Milan (4-1), che sarà eliminato dall'Atalanta, protagonista di una deludente finale contro la Juventus.

## Divise e sponsor
Per il secondo anno consecutivo il fornitore tecnico delle divise è il marchio sardo EYE Sport, mentre per gli sponsor sono state confermate le partnership con la Regione Autonoma della Sardegna come main sponsor attraverso il marchio istituzionale dell'Assessorato al Turismo, Artigianato e Commercio recante l'insegna SARDEGNA Isola dell'Artigianato, con la Cooperativa 3A, azienda produttrice di latte e suoi derivati che ha apposto il marchio Arborea sulla manica sinistra e con Heineken Italia attraverso il marchio della Birra Ichnusa posto nel retro sotto il numero di maglia. Come secondo sponsor sul fronte invece fa l'esordio la compagnia di navigazione Moby, azienda del gruppo Onorato Armatori che già sponsorizzò la maglia nel biennio dal 2012 al 2014 con il marchio Tirrenia.
La maglia casalinga è la tradizionale rossoblù a quarti con retro e maniche invertite e in questa stagione presenta un colletto a polo. Il tema della maglia è ispirato alla Dea Madre di Turriga, statuina cruciforme risalente al IV millennio a.C. appartenente alla Cultura di Ozieri della civiltà nuragica: essa infatti è rappresentata in forma stilizzata sul torso con un pattern concentrico. Alla maglia sono abbinati dei pantaloncini blu con finitura laterale rossa che prosegue anche nei calzettoni blu.
La maglia da trasferta è direttamente ispirata alla seconda divisa della stagione 1993-1994 in occasione del trentesimo anniversario della storica cavalcata in Coppa UEFA 1993-1994. La divisa, di colore bianco, presenta infatti come la versione dell'epoca in rossoblu il colletto a polo con bottone a pressione e il giromanica e una trama che con delle onde del mare stilizzare riproduce un effetto anni '90 richiamante la maglia al tempo prodotta da Erreà. Sul risvolto inferiore sono impresse le partite e i risultati di quell'avventura europea, mentre sui pannelli laterali della maglia il logo del club si ripete tono su tono, mentre gli spacchetti laterali sono personalizzati con la data dello scudetto del Cagliari Calcio 1969/1970, presente sullo stemma dell'epoca. Anche i calzoncini sono simili alla versione di trent'anni prima, con la colorazione bianca e l'orlo rossoblù, mentre i calzettoni sono in bianco con banda superiore rossoblu.
La terza maglia, dedicata alla città di Cagliari, è interamente di colore blu navy con bordi delle maniche di colore rosso sulle quali è raffigurata la danza tradizionale sarda. Anche i pantaloncini sono caratterizzati da una base blu navy con l'orlo inferiore questa volta rossoblù sfumato. Anche in esso, all’interno della sfumatura, è impresso un richiamo al ballo sardo. 
Per i portieri sono state create due divise. Una è celeste con dettagli blu navy e una trama a sublimazione rappresentante i fenicotteri rosa che popolano lo stagno di Cagliari e quello di Molentargius, dedicata a Pully, la mascotte del club lanciata nella stagione precedente. La seconda è verde fluo con dei dettagli geometrici sul fondo di colore rosso e blu.
| Casa | Trasferta |  | Terza |  |

## Organigramma societario
Organigramma aggiornato al 3 novembre 2023
Area direttiva
- Presidente onorario: Luigi Riva (fino al 22/1/2024)
- Presidente: Tommaso Giulini
- Vicepresidente: Fedele Usai
- Amministratore Delegato Corporate: Carlo Catte
- Direttore Business e Media: Stefano Melis
- Dirigente Servizio ASQ: Andrea Alessandro Muntoni
- Consiglieri di Amministrazione: Giangiacomo Ibba (dal 3/11/2023)[17], Pasquale Lavanga, Alessandro Manunta, Stefano Signorelli
- Collegio sindacale: Luigi Zucca (Presidente), Giovanni Pinna Parpaglia, Piero Sanna Randaccio
- Organismo di Vigilanza: Diego Loy (Presidente)

Organizzazione esecutiva
- Direttore Sportivo: Nereo Bonato
- Segretario generale sportivo: Matteo Stagno
- Coordinatore Area Scouting: Andrea Cossu
- Team Manager: Alessandro Steri
- Responsabile Settore Giovanile, Attività di Base e Cagliari Football Academy: Bernardo Mereu
- Direttore Sportivo Settore Giovanile: Pierluigi Carta
- Coordinatore tecnico Primavera: Roberto Muzzi
- Coordinatore tecnico Settore Giovanile: Oscar Erriu
- Responsabile Comunicazione: Fabio Frongia
- Responsabile Store e Licensing: Alessandro Cinellu
- Responsabile Ticketing: Stefano Fenu
- Responsabile Eventi e iniziative e Supporter Liaison Officer: Elisabetta Scorcu
- Responsabile Contabilità e Personale: Danila Fenu
- Responsabile Amministrativo e Reporting: Mauro Congia
- Responsabile Infrastrutture: Franco Marongiu
- Delegato Sicurezza Stadio: Andrea Muggianu

Area tecnica
- Allenatore: Claudio Ranieri
- Allenatore in seconda: Paolo Benetti
- Collaboratori tecnici: Vitantonio Pascale, Sergio Spalla
- Preparatore dei portieri: Walter Bressan
- Preparatori atletici: Massimo Catalano, Francesco Fois (recupero infortuni), Jacopo Secci, Carlo Spignoli
- Match Analyst: Davide Marfella, Giovanni Venturella

Area sanitaria
- Responsabile sanitario: Marco Scorcu
- Medico prima squadra: Roberto Mura
- Fisioterapisti: Salvatore Congiu, Stefano Frau, Simone Ruggiu

## Rosa
Rosa e numerazione aggiornati al 12 febbraio 2024.
| N. |                      | Ruolo | Calciatore           |
| -- | -------------------- | ----- | -------------------- |
| 1  | Serbia (bandiera)    | P     | Boris Radunović      |
| 3  | Italia (bandiera)    | D     | Edoardo Goldaniga    |
| 4  | Italia (bandiera)    | D     | Alberto Dossena      |
| 5  | Italia (bandiera)    | C     | Marco Mancosu        |
| 6  | Croazia (bandiera)   | C     | Marko Rog            |
| 8  | Uruguay (bandiera)   | C     | Nahitan Nández       |
| 9  | Perù (bandiera)      | A     | Gianluca Lapadula    |
| 10 | Italia (bandiera)    | C     | Nicolas Viola        |
| 14 | Italia (bandiera)    | C     | Alessandro Deiola    |
| 15 | Italia (bandiera)    | D     | Giorgio Altare       |
| 16 | Italia (bandiera)    | C     | Matteo Prati         |
| 17 | Grecia (bandiera)    | D     | Pantelīs Hatzīdiakos |
| 18 | Italia (bandiera)    | P     | Simone Aresti        |
| 19 | Italia (bandiera)    | C     | Gaetano Oristanio    |
| 20 | Uruguay (bandiera)   | A     | Gastón Pereiro       |
| 21 | Rep. Ceca (bandiera) | C     | Jakub Jankto         |
| 22 | Italia (bandiera)    | P     | Simone Scuffet       |
| 23 | Italia (bandiera)    | C     | Nunzio Lella         |

| N. |                           | Ruolo | Calciatore                    |
| -- | ------------------------- | ----- | ----------------------------- |
| 23 | Polonia (bandiera)        | D     | Mateusz Wieteska              |
| 24 | Italia (bandiera)         | D     | Elio Capradossi               |
| 25 | Ghana (bandiera)          | C     | Ibrahim Sulemana              |
| 26 | Colombia (bandiera)       | D     | Yerry Mina                    |
| 27 | Italia (bandiera)         | D     | Tommaso Augello               |
| 28 | Italia (bandiera)         | D     | Gabriele Zappa                |
| 29 | Rep. del Congo (bandiera) | C     | Antoine Makoumbou             |
| 30 | Italia (bandiera)         | A     | Leonardo Pavoletti (capitano) |
| 32 | Italia (bandiera)         | A     | Andrea Petagna                |
| 33 | Slovacchia (bandiera)     | D     | Adam Obert                    |
| 34 | Zambia (bandiera)         | A     | Kingstone Mutandwa            |
| 37 | Brasile (bandiera)        | D     | Paulo Azzi                    |
| 38 | Italia (bandiera)         | A     | Jacopo Desogus                |
| 39 | Grecia (bandiera)         | C     | Chrīstos Kourfalidīs          |
| 61 | Uzbekistan (bandiera)     | A     | Eldor Shomurodov              |
| 70 | Italia (bandiera)         | C     | Gianluca Gaetano              |
| 77 | Angola (bandiera)         | A     | Zito Luvumbo                  |
| 99 | Italia (bandiera)         | D     | Alessandro Di Pardo           |

Note:
1. 1 2 3 4  Ceduto nella sessione invernale di calciomercato.
2. ↑  Ceduto al di fuori delle sessioni di calciomercato.
3. 1 2 3  Ceduto nella sessione estiva di calciomercato.
4. 1 2 3  Acquistato nella sessione estiva di calciomercato.
5. 1 2  Acquistato nella sessione invernale di calciomercato.
6. ↑  Aggregato alla prima squadra dalla formazione Primavera.

Fonte: cagliaricalcio.com
NB: Christian Travaglini, inizialmente inserito nei convocati del ritiro e assegnatogli il numero 31, è stato ceduto il 13 agosto 2022 a stagione iniziata senza però essere mai andato a referto in nessuna partita ufficiale.

## Calciomercato
Per il ritorno in massima serie, Claudio Ranieri ottiene l'acquisto a titolo definitivo di due sue vecchie conoscenze dei tempi della Sampdoria: il terzino sinistro Tommaso Augello proprio dai doriani e il centrocampista ceco Jakub Jankto prelevato dal Getafe. A luglio arrivano anche il giovane mediano ghanese Ibrahim Sulemana dal Verona, il portiere friulano Simone Scuffet e in prestito con diritto di riscatto e controriscatto viene prelevato dall'Inter il giovane attaccante brevilineo Gaetano Oristanio, nell'ultima stagione agli olandesi del Volendam, e un altro elemento offensivo più fisicato, il nazionale uzbeko Eldor Shomurodov dalla Roma. Dopo una lunga trattativa a metà agosto arriva a titolo definitivo Matteo Prati, Azzurrino Under 21 dalla SPAL, mentre negli ultimi giorni di mercato viene preso in prestito l'attaccante dal Monza l'ex Napoli e Atalanta Andrea Petagna e a titolo definitivo due centrali difensivi stranieri d'esperienza, il nazionale greco Pantelīs Hatzīdiakos e il nazionale polacco Mateusz Wieteska.
Viene confermata quasi in toto la rosa capace di vincere i play-off di Serie B. Vengono ceduti al Venezia Giorgio Altare in prestito con diritto di riscatto e Nunzio Lella a titolo definitivo, mentre Antonio Barreca è stato ceduto definitivamente alla Sampdoria nell'operazione Augello. Vengono mandati in prestito a maturare Nik Prelec al WSG Swarovski Tirol, squadra da dove era stato prelevato nel mercato invernale precedente, e Chrīstos Kourfalidīs alla Feralpisalò. Infine lasciano definitivamente la squadra Vincenzo Millico, svincolatosi, e Filippo Falco non riscattato dalla Stella Rossa.
Il 12 febbraio 2024, a sessione invernale terminata, viene infine mandato in prestito fino alla fine dell'anno solare il croato Marko Rog alla Dinamo Zagabria, con la possibilità di recuperare dall'infortunio subito a inizio stagione e di ritrovare continuità in campo.

### Sessione estiva(dal 1/7 al 1/9)
| Acquisti         | Acquisti             | Acquisti      | Acquisti                                          |
| R.               | Nome                 | da            | Modalità                                          |
| ---------------- | -------------------- | ------------- | ------------------------------------------------- |
| P                | Simone Scuffet       | CFR Cluj      | definitivo                                        |
| D                | Tommaso Augello      | Sampdoria     | definitivo                                        |
| D                | Pantelīs Hatzīdiakos | AZ Alkmaar    | definitivo                                        |
| D                | Mateusz Wieteska     | Clermont Foot | definitivo                                        |
| C                | Jakub Jankto         | Getafe        | definitivo                                        |
| C                | Gaetano Oristanio    | Inter         | prestito con diritto di riscatto e controriscatto |
| C                | Matteo Prati         | SPAL          | definitivo                                        |
| C                | Ibrahim Sulemana     | Verona        | definitivo                                        |
| A                | Jacopo Desogus       | Pescara       | fine prestito                                     |
| A                | Gastón Pereiro       | Nacional      | fine prestito                                     |
| A                | Andrea Petagna       | Monza         | prestito con diritto di riscatto                  |
| A                | Eldor Shomurodov     | Roma          | prestito con diritto di riscatto                  |
| Altre operazioni |                      |               |                                                   |
| R.               | Nome                 | da            | Modalità                                          |
| D                | Raoul Bellanova      | Inter         | fine prestito                                     |
| D                | Salvatore Boccia     | Turris        | fine prestito                                     |
| D                | Alessandro Di Pardo  | Juventus      | diritto di riscatto esercitato                    |
| D                | Christian Travaglini | Olbia         | fine prestito                                     |

| Cessioni         | Cessioni              | Cessioni            | Cessioni                         |
| R.               | Nome                  | a                   | Modalità                         |
| ---------------- | --------------------- | ------------------- | -------------------------------- |
| P                | Giuseppe Ciocci       | Pescara             | prestito                         |
| D                | Giorgio Altare        | Venezia             | prestito con diritto di riscatto |
| D                | Antonio Barreca       | Sampdoria           | definitivo                       |
| C                | Chrīstos Kourfalidīs  | Feralpisalò         | prestito                         |
| C                | Nunzio Lella          | Venezia             | definitivo                       |
| A                | Filippo Falco         | Stella Rossa        | fine prestito                    |
| A                | Vincenzo Millico      |                     | svincolato                       |
| A                | Nik Prelec            | WSG Swarovski Tirol | prestito                         |
| Altre operazioni |                       |                     |                                  |
| R.               | Nome                  | da                  | Modalità                         |
| P                | Alessio Cragno        | Monza               | obbligo di riscatto esercitato   |
| D                | Raoul Bellanova       | Torino              | definitivo                       |
| D                | Salvatore Boccia      | Novara              | prestito                         |
| D                | Sebastian Walukiewicz | Empoli              | diritto di riscatto esercitato   |
| D                | Christian Travaglini  | Ternana             | prestito con diritto di riscatto |
| C                | Nicolò Cavuoti        | Olbia               | prestito                         |
| C                | Isaias Delpupo        | Pontedera           | prestito                         |
| C                | Razvan Marin          | Empoli              | prestito con diritto di riscatto |
| A                | Alberto Cerri         | Como                | obbligo di riscatto esercitato   |
| A                | Gianluca Contini      | Olbia               | prestito                         |

### Sessione invernale(dal 1/1 al 1/2)
| Acquisti         | Acquisti         | Acquisti   | Acquisti   |
| R.               | Nome             | da         | Modalità   |
| ---------------- | ---------------- | ---------- | ---------- |
| D                | Yerry Mina       | Fiorentina | definitivo |
| C                | Gianluca Gaetano | Napoli     | prestito   |
| Altre operazioni |                  |            |            |
| R.               | Nome             | da         | Modalità   |

| Cessioni         | Cessioni          | Cessioni | Cessioni                 |
| R.               | Nome              | a        | Modalità                 |
| ---------------- | ----------------- | -------- | ------------------------ |
| D                | Elio Capradossi   |          | risoluzione contrattuale |
| D                | Edoardo Goldaniga | Como     | definitivo               |
| A                | Jacopo Desogus    | Gubbio   | prestito                 |
| A                | Gastón Pereiro    | Ternana  | prestito                 |
| Altre operazioni |                   |          |                          |
| R.               | Nome              | da       | Modalità                 |

### Operazioni esterne alle sessioni
| Acquisti | Acquisti | Acquisti | Acquisti | Acquisti |
| R.       | Nome     | da       | Data     | Modalità |
| -------- | -------- | -------- | -------- | -------- |

| Cessioni | Cessioni  | Cessioni        | Cessioni         | Cessioni |
| R.       | Nome      | a               | Data             | Modalità |
| -------- | --------- | --------------- | ---------------- | -------- |
| A        | Marko Rog | Dinamo Zagabria | 12 febbraio 2024 | prestito |

## Risultati

### Serie A

#### Girone di andata
| Torino 21 agosto 2023, ore 18:30 CEST 1ª giornata | Torino                  | 0 – 0 referto | Cagliari | Stadio Olimpico Grande Torino (20 296 spett.)\| Arbitro: \| Cosso (Reggio Calabria) \| |
| Arbitro:                                          | Cosso (Reggio Calabria) |               |          |                                                                                        |

| Arbitro: | Fabbri (Ravenna) |

|  |           |                           |
|  | Marcatori | 21’ Dumfries 30’ Martínez |

| Arbitro: | Orsato (Schio) |

|                         |           |             |
| Zirkzee 59’ Fabbian 89’ | Marcatori | 22’ Luvumbo |

| Cagliari 17 settembre 2023, ore 12:30 CEST 4ª giornata | Cagliari        | 0 – 0 referto | Udinese | Unipol Domus (15 121 spett.)\| Arbitro: \| Doveri (Roma 1) \| |
| Arbitro:                                               | Doveri (Roma 1) |               |         |                                                               |

| Arbitro: | Feliciani (Teramo) |

|                         |           |  |
| Lookman 33’ Pašalić 76’ | Marcatori |  |

| Arbitro: | La Penna (Roma 1) |

|             |           |                                        |
| Luvumbo 29’ | Marcatori | 40’ Okafor 45’ Tomori 60’ Loftus-Cheek |

| Arbitro: | Di Bello (Brindisi) |

|                                            |           |  |
| González 3’ Dossena 21’ (aut.) Nzola 90+4’ | Marcatori |  |

| Arbitro: | Sozza (Seregno) |

|                   |           |                                       |
| Nández 87’ (rig.) | Marcatori | 19’ Aouar 20’, 59’ Lukaku 51’ Belotti |

| Arbitro: | Chiffi (Padova) |

|                       |           |                       |
| Dia 86’, 90+5’ (rig.) | Marcatori | 79’ Luvumbo 88’ Viola |

| Arbitro: | Pairetto (Nichelino) |

|                                                    |           |                                |
| Oristanio 72’ Makoumbou 76’ Pavoletti 90+4’, 90+6’ | Marcatori | 23’, 37’ Soulé 49’ Brescianini |

| Arbitro: | Guida (Torre Annunziata) |

|                     |           |                 |
| Viola 48’ Zappa 69’ | Marcatori | 51’ Guðmundsson |

| Arbitro: | Piccinini (Forlì) |

|                       |           |             |
| Bremer 60’ Rugani 70’ | Marcatori | 75’ Dossena |

| Arbitro: | Marchetti (Ostia Lido) |

|             |           |           |
| Dossena 10’ | Marcatori | 61’ Marić |

| Arbitro: | Dionisi (L'Aquila) |

|          |           |  |
| Pedro 8’ | Marcatori |  |

| Arbitro: | Mariani (Aprilia) |

|                                |           |          |
| Lapadula 90+4’ Pavoletti 90+9’ | Marcatori | 7’ Erlić |

| Arbitro: | Marcenaro (Genova) |

|                                |           |               |
| Osimhen 69’ K'varatskhelia 75’ | Marcatori | 72’ Pavoletti |

| Arbitro: | Orsato (Schio) |

|                      |           |  |
| Ngonge 59’ Đurić 90’ | Marcatori |  |

| Cagliari 30 dicembre 2023, ore 15:00 CET 18ª giornata | Cagliari         | 0 – 0 referto | Empoli | Unipol Domus (16 125 spett.)\| Arbitro: \| Maresca (Napoli) \| |
| Arbitro:                                              | Maresca (Napoli) |               |        |                                                                |

| Arbitro: | Massa (Imperia) |

|             |           |               |
| Gendrey 31’ | Marcatori | 68’ Oristanio |

#### Girone di ritorno
| Arbitro: | Manganiello (Pinerolo) |

|                                  |           |              |
| Petagna 31’ Calafiori 69’ (aut.) | Marcatori | 24’ Orsolini |

| Arbitro: | Dionisi (L'Aquila) |

|                                           |           |              |
| Mazzitelli 64’ Soulé 75’ Kaio Jorge 90+5’ | Marcatori | 26’ Sulemana |

| Arbitro: | Colombo (Como) |

|           |           |                        |
| Viola 77’ | Marcatori | 23’ Zapata 45+3’ Ricci |

| Arbitro: | Marcenaro (Genova) |

|                                                  |           |  |
| Pellegrini 2’ Dybala 23’, 51’ (rig.) Huijsen 59’ | Marcatori |  |

| Arbitro: | Di Bello (Brindisi) |

|             |           |                                                    |
| Gaetano 51’ | Marcatori | 26’ (aut.) Deiola 49’ Immobile 65’ Felipe Anderson |

| Arbitro: | Mariani (Aprilia) |

|            |           |             |
| Zemura 14’ | Marcatori | 44’ Gaetano |

| Arbitro: | Pairetto (Nichelino) |

|               |           |             |
| Luvumbo 90+6’ | Marcatori | 65’ Osimhen |

| Arbitro: | Rapuano (Rimini) |

|  |           |            |
|  | Marcatori | 69’ Jankto |

| Arbitro: | Fourneau (Roma 1) |

|                                              |           |                           |
| Lapadula 12’ Gaetano 40’ Shomurodov 51’, 76’ | Marcatori | 56’ Kastanos 58’ Maggiore |

| Arbitro: | Marcenaro (Genova) |

|             |           |  |
| Maldini 41’ | Marcatori |  |

| Arbitro: | Doveri (Roma 1) |

|              |           |               |
| Sulemana 74’ | Marcatori | 30’ Bonazzoli |

| Arbitro: | Rapuano (Rimini) |

|                       |           |              |
| Augello 42’ Viola 88’ | Marcatori | 13’ Scamacca |

| Arbitro: | Fourneau (Roma 1) |

|                                  |           |                          |
| Thuram 12’ Çalhanoğlu 74’ (rig.) | Marcatori | 65’ Shomurodov 83’ Viola |

| Arbitro: | Piccinini (Forlì) |

|                                    |           |                                 |
| Gaetano 30’ (rig.) Mina 36’ (rig.) | Marcatori | 61’ Vlahović 87’ (aut.) Dossena |

| Arbitro: | Dionisi (L'Aquila) |

|                                          |           |  |
| Thorsby 17’ Frendrup 27’ Guðmundsson 63’ | Marcatori |  |

| Arbitro: | Marcenaro (Genova) |

|          |           |              |
| Mina 26’ | Marcatori | 84’ Krstović |

| Arbitro: | Sozza (Seregno) |

|                                                      |           |            |
| Bennacer 35’ Pulisic 59’, 86’ Reijnders 74’ Leão 83’ | Marcatori | 63’ Nández |

| Arbitro: | Doveri (Roma 1) |

|  |           |                                 |
|  | Marcatori | 71’ Prati 90+1’ (rig.) Lapadula |

| Arbitro: | Prontera (Bologna) |

|                         |           |                                                   |
| Deiola 64’ Mutandwa 85’ | Marcatori | 39’ Bonaventura 89’ González 90+13’ (rig.) Arthur |

### Coppa Italia

#### Turni eliminatori
| Arbitro: | Marinelli (Tivoli) |

|                              |           |               |
| Dossena 100’ Di Pardo 120+3’ | Marcatori | 120+1’ Soleri |

| Arbitro: | Cosso (Reggio Calabria) |

|              |           |                         |
| Guessand 63’ | Marcatori | 80’ Viola 120’ Lapadula |

#### Fase a eliminazione diretta
| Arbitro: | Prontera (Bologna) |

|                                      |           |          |
| Jović 29’, 42’ Traoré 50’ Leão 90+1’ | Marcatori | 87’ Azzi |

## Statistiche finali
Statistiche aggiornate al 23 maggio 2024.

### Statistiche di squadra
| Competizione | Punti | In casa | In casa | In casa | In casa | In casa | In casa | In trasferta | In trasferta | In trasferta | In trasferta | In trasferta | In trasferta | Totale | Totale | Totale | Totale | Totale | Totale | DR  |
| Competizione | Punti | G       | V       | N       | P       | Gf      | Gs      | G            | V            | N            | P            | Gf           | Gs           | G      | V      | N      | P      | Gf     | Gs     | DR  |
| ------------ | ----- | ------- | ------- | ------- | ------- | ------- | ------- | ------------ | ------------ | ------------ | ------------ | ------------ | ------------ | ------ | ------ | ------ | ------ | ------ | ------ | --- |
| Serie A      | 36    | 19      | 6       | 7       | 6       | 28      | 32      | 19           | 2            | 5            | 12           | 14           | 36           | 38     | 8      | 12     | 18     | 42     | 68     | -26 |
| Coppa Italia | -     | 1       | 1       | 0       | 0       | 2       | 1       | 2            | 1            | 0            | 1            | 3            | 5            | 3      | 2      | 0      | 1      | 5      | 6      | -1  |
| Totale       | -     | 20      | 7       | 7       | 6       | 30      | 33      | 21           | 3            | 5            | 13           | 17           | 41           | 41     | 10     | 12     | 19     | 47     | 74     | -27 |

### Andamento in campionato
| Giornata  | 1 | 2  | 3  | 4  | 5  | 6  | 7  | 8  | 9  | 10 | 11 | 12 | 13 | 14 | 15 | 16 | 17 | 18 | 19 | 20 | 21 | 22 | 23 | 24 | 25 | 26 | 27 | 28 | 29 | 30 | 31 | 32 | 33 | 34 | 35 | 36 | 37 | 38 |
| --------- | - | -- | -- | -- | -- | -- | -- | -- | -- | -- | -- | -- | -- | -- | -- | -- | -- | -- | -- | -- | -- | -- | -- | -- | -- | -- | -- | -- | -- | -- | -- | -- | -- | -- | -- | -- | -- | -- |
| Luogo     | T | C  | T  | C  | T  | C  | T  | C  | T  | C  | C  | T  | C  | T  | C  | T  | T  | C  | T  | C  | T  | C  | T  | C  | T  | C  | T  | C  | T  | C  | C  | T  | C  | T  | C  | T  | T  | C  |
| Risultato | N | P  | P  | N  | P  | P  | P  | P  | N  | V  | V  | P  | N  | P  | V  | P  | P  | N  | N  | V  | P  | P  | P  | P  | N  | N  | V  | V  | P  | N  | V  | N  | N  | P  | N  | P  | V  | P  |
| Posizione | 9 | 13 | 18 | 18 | 19 | 20 | 20 | 20 | 20 | 19 | 17 | 18 | 17 | 18 | 16 | 16 | 18 | 17 | 17 | 16 | 16 | 16 | 17 | 19 | 19 | 17 | 17 | 14 | 15 | 16 | 13 | 14 | 14 | 14 | 15 | 16 | 15 | 16 |

Fonte:  Serie A – Classifica, su legaseriea.it.
Legenda:

Luogo: C = Casa; T = Trasferta. Risultato: V = Vittoria; N = Pareggio; P = Sconfitta.

### Statistiche dei giocatori
| Giocatore      | Serie A  | Serie A | Serie A     | Serie A    | Coppa Italia | Coppa Italia | Coppa Italia | Coppa Italia | Totale   | Totale | Totale      | Totale     |
| Giocatore      | Presenze | Reti    | Ammonizioni | Espulsioni | Presenze     | Reti         | Ammonizioni  | Espulsioni   | Presenze | Reti   | Ammonizioni | Espulsioni |
| -------------- | -------- | ------- | ----------- | ---------- | ------------ | ------------ | ------------ | ------------ | -------- | ------ | ----------- | ---------- |
| G. Altare      | 0        | 0       | 0           | 0          | 0            | 0            | 0            | 0            | 0        | 0      | 0           | 0          |
| S. Aresti      | 1        | -1      | 0           | 1          | 0            | 0            | 0            | 0            | 1        | -1     | 0           | 1          |
| T. Augello     | 32       | 1       | 5           | 0          | 1            | 0            | 0            | 0            | 33       | 1      | 5           | 0          |
| P. Azzi        | 25       | 0       | 1           | 0          | 3            | 1            | 1            | 0            | 28       | 1      | 2           | 0          |
| E. Capradossi  | 0        | 0       | 0           | 0          | 0            | 0            | 0            | 0            | 0        | 0      | 0           | 0          |
| A. Deiola      | 27       | 0       | 7           | 0          | 3            | 0            | 1            | 0            | 30       | 0      | 8           | 0          |
| J. Desogus     | 0        | 0       | 0           | 0          | 0            | 0            | 0            | 0            | 0        | 0      | 0           | 0          |
| A. Di Pardo    | 15       | 0       | 0           | 0          | 7            | 1            | 1            | 0            | 22       | 1      | 1           | 0          |
| A. Dossena     | 35       | 2       | 5           | 0          | 1            | 1            | 1            | 0            | 36       | 3      | 6           | 0          |
| G. Gaetano     | 11       | 4       | 1           | 1          | 0            | 0            | 0            | 0            | 11       | 4      | 1           | 1          |
| E. Goldaniga   | 13       | 0       | 3           | 0          | 1            | 0            | 0            | 0            | 14       | 0      | 3           | 0          |
| P. Hatzīdiakos | 13       | 0       | 1           | 0          | 2            | 0            | 0            | 0            | 15       | 0      | 1           | 0          |
| J. Jankto      | 18       | 1       | 0           | 0          | 2            | 0            | 0            | 0            | 20       | 1      | 0           | 0          |
| C. Kourfalidīs | 0        | 0       | 0           | 0          | 0            | 0            | 0            | 0            | 0        | 0      | 0           | 0          |
| G. Lapadula    | 23       | 3       | 3           | 0          | 1            | 1            | 0            | 0            | 24       | 4      | 3           | 0          |
| N. Lella       | 0        | 0       | 0           | 0          | 0            | 0            | 0            | 0            | 0        | 0      | 0           | 0          |
| Z. Luvumbo     | 30       | 4       | 6           | 0          | 2            | 0            | 0            | 0            | 32       | 4      | 6           | 0          |
| A. Makoumbou   | 32       | 1       | 5           | 2          | 3            | 0            | 0            | 0            | 35       | 1      | 5           | 2          |
| M. Mancosu     | 6        | 0       | 0           | 0          | 1            | 0            | 0            | 0            | 7        | 0      | 0           | 0          |
| Y. Mina        | 14       | 2       | 4           | 0          | 0            | 0            | 0            | 0            | 14       | 2      | 4           | 0          |
| K. Mutandwa    | 5        | 1       | 0           | 0          | 0            | 0            | 0            | 0            | 5        | 1      | 0           | 0          |
| N. Nández      | 33       | 2       | 7           | 0          | 1            | 0            | 0            | 0            | 34       | 2      | 7           | 0          |
| A. Obert       | 17       | 0       | 1           | 0          | 3            | 0            | 0            | 0            | 20       | 0      | 1           | 0          |
| G. Oristanio   | 25       | 2       | 1           | 0          | 2            | 0            | 1            | 0            | 27       | 2      | 2           | 0          |
| L. Pavoletti   | 19       | 4       | 4           | 0          | 1            | 0            | 0            | 0            | 20       | 4      | 4           | 0          |
| G. Pereiro     | 0        | 0       | 0           | 0          | 2            | 0            | 1            | 0            | 2        | 0      | 1           | 0          |
| A. Petagna     | 18       | 1       | 2           | 0          | 2            | 0            | 0            | 0            | 20       | 1      | 2           | 0          |
| M. Prati       | 26       | 1       | 4           | 0          | 0            | 0            | 0            | 0            | 26       | 1      | 4           | 0          |
| B. Radunović   | 7        | -12     | 0           | 0          | 3            | -6           | 0            | 0            | 10       | -18    | 0           | 0          |
| M. Rog         | 0        | 0       | 0           | 0          | 0            | 0            | 0            | 0            | 0        | 0      | 0           | 0          |
| S. Scuffet     | 31       | -55     | 3           | 0          | 0            | 0            | 0            | 0            | 31       | -55    | 3           | 0          |
| E. Shomurodov  | 22       | 3       | 1           | 0          | 2            | 0            | 0            | 0            | 24       | 3      | 1           | 0          |
| I. Sulemana    | 21       | 2       | 4           | 0          | 3            | 0            | 0            | 0            | 24       | 2      | 4           | 0          |
| N. Viola       | 26       | 5       | 2           | 0          | 2            | 1            | 0            | 0            | 28       | 6      | 2           | 0          |
| M. Wieteska    | 19       | 0       | 5           | 1          | 2            | 0            | 1            | 0            | 21       | 0      | 6           | 1          |
| G. Zappa       | 38       | 1       | 2           | 0          | 3            | 0            | 0            | 0            | 41       | 1      | 2           | 0          |